# Histoire des Juifs à Mayence

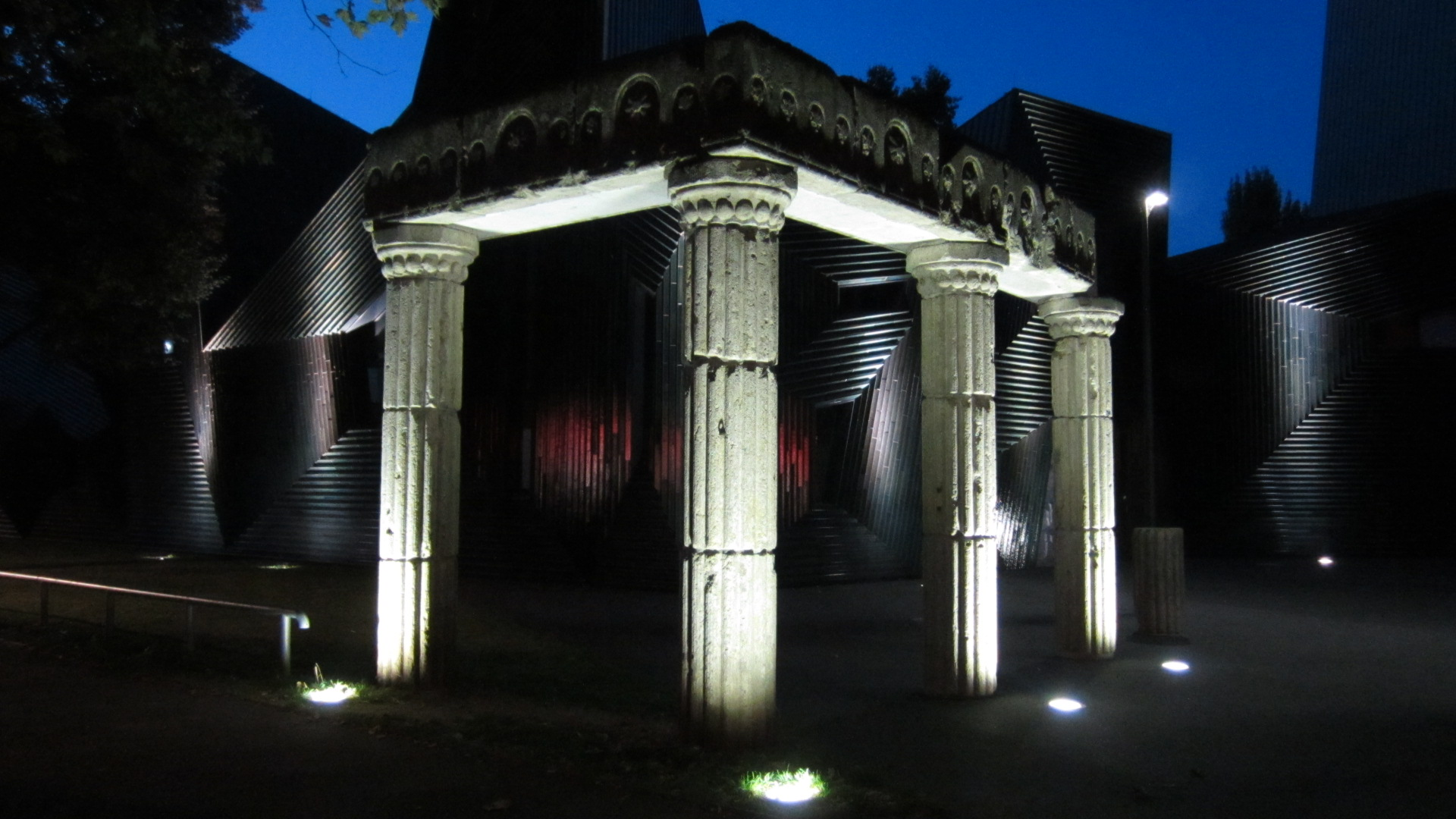
Synagogue principale

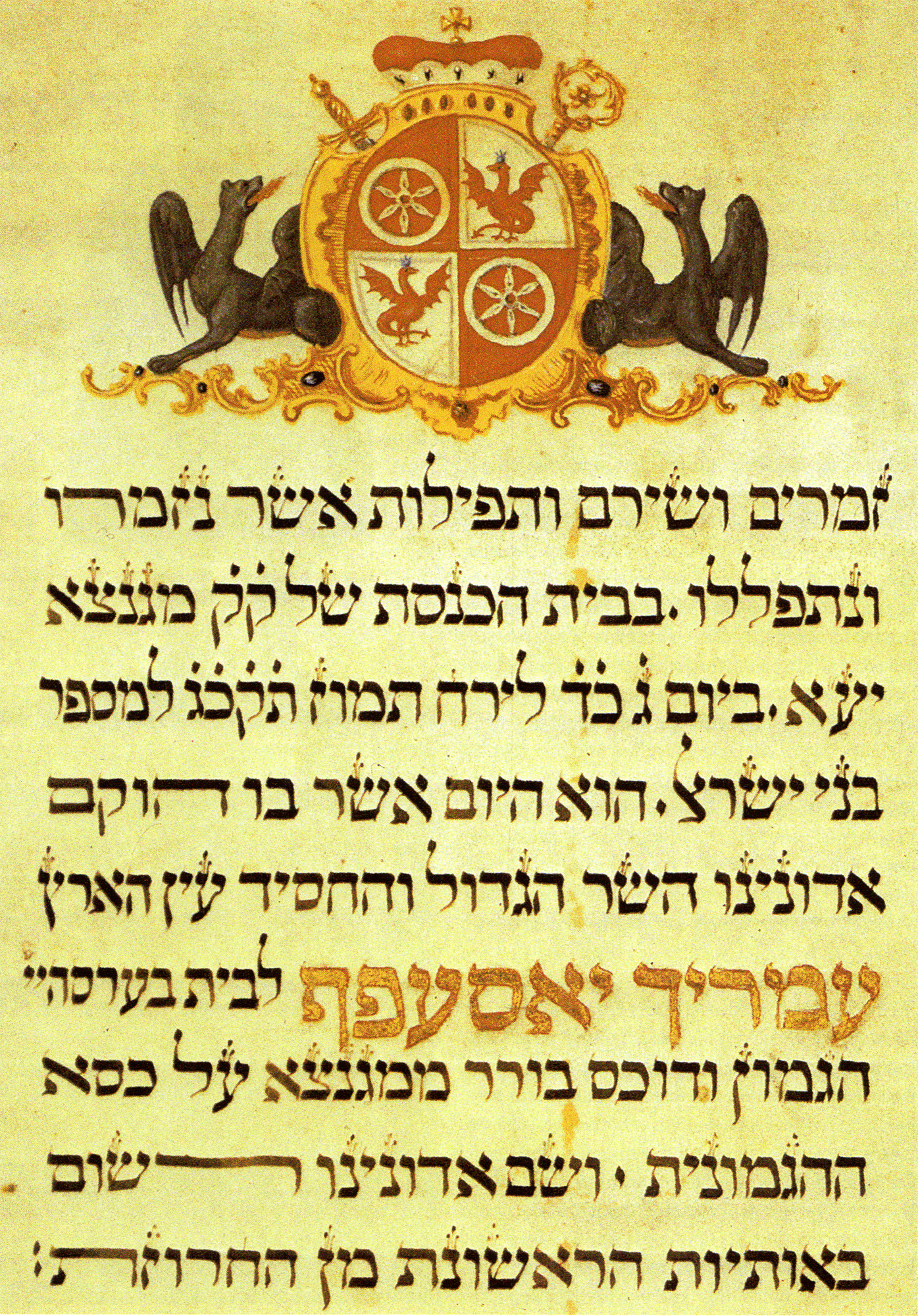
Hommage des Juifs de Magenza pour célébrer l'élection d'Emeric-Joseph de Breidbach de Burrisheim comme électeur de Mayence, 5 juillet 1763

L’histoire des Juifs à Mayence (en yiddish Magenza) commence au début du Moyen Âge quand la ville accueille une communauté juive importante. Mayence est une des villes d'Allemagne qui donnent au judaïsme occidental une réputation de savoir et de piété, à l'instar des centres français. Grâce à elle, le Talmud devient une œuvre surtout occidentale. En effet, dès le Xe siècle, Mayence était un important centre de vie juive.

## Moyen Âge
Au début du Moyen Âge, la communauté juive de Mayence est très active dans le grand commerce international. Les négociants juifs commercent avec l'Orient et avec les pays slaves voisins. Au Xe siècle, ils importent des fourrures de Russie et de Pologne.
Dans la chronique de Dithmar, évêque de Mersebourg, il est relaté qu'un juif italien de Mayence, Kalonymos II risqua sa vie pour sauver Otton II sévèrement battu et menacé d'être capturé par les Sarrasins, en Calabre au Cap Colonna.
Son fils, rabbi Meshoullam ben Kalonymos, nous a laissé un commentaire des Pirke Avot, des Responsa et des poèmes liturgiques considérés comme les plus anciens écrits rabbiniques d’Europe (début Xe siècle). Un des plus fameux savants de période des Rishonim est Rabbenou Guershom (960-1028) qui vécut entre Metz et Mayence. Il fut un des premiers docteurs de la loi ashkénazes. Ce fut lui qui interdit la polygamie et la répudiation de l'épouse sans son consentement. S'il enseigna à de nombreux élèves, son flambeau ne fut repris que par l'illustre Rachi, né 12 ans après sa mort.
La première synagogue de 1093 n'exista que jusqu’en 1096 l'année de Gezerot Tatnu, le début de la croisade populaire. Le 27 mai 1096 700 juifs de Mayence sont tués dans le contexte de la persécution des Juifs pendant la première croisade (l'avant-veille, 800 juifs avaient été tués à Worms). Au cours du périple de la croisade populaire, des Juifs sont massacrés en Rhénanie par Emich de Flonheim, pillages et tueries sont perpétrés et onze cents Juifs sont tués en une journée, la synagogue et les autres bâtiments de la communauté sont détruits.
Les Juifs habitaient alors dans la rue de la Juiverie, aujourd’hui rue des Anciennes synagogues. Deux rabbins enseignent à Mayence aux IXe-Xe siècles, Rabbi Moïse l'Ancien et Rabbi Abun le Grand.
Au Moyen Âge, le cimetière de la communauté juive se trouve hors de la ville, dans ce qui est aujourd'hui le quartier Hartenberg-Münchfeld.
Pendant la peste noire, les Juifs de la ville sont de nouveau persécutés. Plus de six cents Juifs périssent le 22 août 1349. Dans cette ville, pour la première fois, les Juifs se défendent et tuent plus de deux cents émeutiers, mais devant le nombre de leurs agresseurs et la lutte inégale, ils se barricadent chez eux et, face au choix de mourir de faim ou d'être baptisés, mettent le feu à leurs maisons et périssent dans les flammes.
En 1473, l'archevêque Adolphe II de Nassau ordonna l'expulsion de tous les juifs résidant dans la ville et la communauté juive de « Magenza » disparut.
À la fin du XVIe siècle et au début du XVIIe, quelques familles juives s’établirent de nouveau à Mayence.

## Avant la Seconde Guerre mondiale
Après la constitution du consistoire central israélite de France par le décret impérial du 15 mars 1808 de Napoléon Ier, un Consistoire de Mayence est établi, responsable pour les communautés juives du département du Mont-Tonnerre. En 1808, la population du département compte 11 122 citoyens juifs.
La synagogue principale, de style néo-mauresque, inaugurée en 1853, est l’œuvre de l’architecte Ignace Opfermann, architecte célèbre de la ville de Mayence. C'était la synagogue du judaïsme réformé.
Une salle de prières pour le judaïsme orthodoxe existait depuis 1855 dans la rue des anciennes synagogues. Elle avait été créée par le rabbin Marcus Lehmann.
À la fin du XVIIIe siècle une nouvelle synagogue était indispensable. La synagogue principale était devenue trop petite. Un nouveau bâtiment est élevé au cœur de la ville de Mayence dans la nouvelle ville Mainz-Neustadt, la Grande synagogue de Mayence, détruite en 1938, lors de la Nuit de cristal.

## La Shoah
La Seconde Guerre mondiale est pour la communauté juive mayençaise une tragédie. La communauté compte alors 3 000 membres. Les synagogues sont incendiées lors de la nuit de Cristal, et l'on fait payer aux juifs le déblaiement des ruines, mais la bibliothèque est épargnée. Un parchemin de la Torah qu'on avait caché au séminaire de Mayence, est découvert en 2003 et remis à la communauté juive de Weisenau. La communauté érige sur la façade du centre juif actuel de 1952 un monument à la mémoire de 1159 de ses membres disparus en déportation. La majorité d'entre eux sont arrêtés lors d’une même rafle pendant l’année 1942.

## Personnalités de Magenza
- Ibrahim ibn Ya'qub (Abraham ben Jacov)
- Rabbenou Guershom
- Yehuda ben Meir
- Yaakov ben Yakar
- Kalonymos ben Meshoullam
- Amram de Mayence, rabbin légendaire
- Amnon de Mayence (Rabbi Amnon, Ounetanè Toqef)
- Elieser ben Nathan
- Asher ben Yehiel
- Jakob ben Moses haLevi Molin, Yaakov haLevi Molin יעקב בן משה מולין; MaHaRIL (sefer minhaggim)
- Elazar Rokeach
- Meïr de Rothenburg
- Michael Creizenach (1789–1842)
- Theodor Creizenach
- Isaac Bernays
- Ludwig Kalisch
- Marchand Ennery
- Jonathan-Raphaël Bischoffsheim, banquier, cofondateur de la Ligue de l'Enseignement
- Ludwig Bamberger, banquier et homme politique libéral. Participe à la Révolution allemande de 1848
- Ferdinand Eberstadt
- Joseph Derenbourg
- Emmanuel Deutz
- Anna Seghers
- Carl Zuckmayer
- Isaac Fulda, banquier
- Anni Eisler-Lehmann (1904 - 1999), chanteuse d´opéra mayençaise
- Leo Trepp
- Klaus Mayer
- Ferdy Mayne
- Marcus Lehmann